# Yoshirō Edamasa
Yoshirō Edamasa (藤本 真澄, Edamasa Yoshirō) (22 septembre 1888 - 8 septembre 1944) est un réalisateur japonais, connu pour ses films Sakamoto Ryōma (1928) et Le Voyage de la statue du Bouddha géant à travers le pays (1934). Ce dernier, aujourd'hui perdu, est l'un des premiers tokusatsu (film avec des effets spéciaux), illustrés par les films de kaijū. Il est l'un des premiers pionniers du cinéma japonais qui a formé de nombreux réalisateurs et directeurs de la photographie remarquables, comme Eiji Tsuburaya.

## Biographie
Edamasa est né à Kushima, Saeki, dans la préfecture de Hiroshima (actuelle ville de Hatsukaichi ). En 1908, il s'installe à Tokyo et, deux ans plus tard, commence à travailler dans l'industrie cinématographique lorsqu'il est embauché par le studio Yoshizawa Shōten. Il passe ensuite chez la Fukuhōdō, puis la Tōyō Shōkai, et enfin, en 1914, il entre à la Tennenshoku Katsudō Shashin.
À cette époque, la popularité des films japonais commencent à concurrencer celle des films étrangers, en particulier grâce à la Nikkatsu, à l'acteur Matsunosuke Onoe (la première vedette du cinéma japonais) et au réalisateur et producteur Shōzō Makino (le « père du cinéma japonais »). Edamasa devient directeur de la photographie dans l'équipe de ce dernier et acquiert de l'expérience des techniques de trucages cinématographiques.
En 1919, il croise le chemin du jeune Eiji Tsuburaya lors d'une fête de hanami et l'introduit dans le cinéma en lui proposant un poste de cadreur. Le jeune homme travaille alors dans une fabrique de jouets et avait acquis une connaissance des avions, ce qui était encore rare au Japon à l'époque, et des modèles réduits. À cette époque, les films étrangers sont considérés comme de haut niveau, tandis que les films japonais sont généralement vus comme étant pour les enfants, sans considération pour leur valeur culturelle. Pour Edamasa, qui songe à élever le niveau des films japonais, les techniciens actuels ne sont pas à la hauteur. Edamasa enseigne donc à Tsuburaya les bases du cinéma avec enthousiasme. Toujours en 1919, il fait ses débuts comme réalisateur avec le film Ai no kyoku qui est considéré comme l'un des films les plus avancés de l'époque.
En 1921, il se rend aux États-Unis pour étudier les techniques de photographie, mais à son retour la Tennenshoku est rachetée par la Kokukatsu. À la fin des années 1930, il a réalisé plus de 20 films.
Edamasa appartient à un groupe de réalisateurs qui mettent l'accent sur le style réaliste du jeu d'acteur. Il meurt de la tuberculose en 1944.

## Filmographie partielle
- 1914 : Yoshitsune sembon zakura (directeur de la photographie)[8]
- 1918 : Ninjutsu kaiso Koga Saburou (directeur de la photographie)
- 1918 : Momochi sandayu (directeur de la photographie)
- 1919 : Ai no kyoku (réalisateur et directeur de la photographie)
- 1919 : Awaremi no kyoku (réalisateur)
- 1920 : Shima no tsuka (réalisateur)
- 1924 : Korokuden (réalisateur)
- 1924 : Fuyuki shinju (réalisateur)
- 1928 : Sakamoto Ryōma (réalisateur)
- 1929 : Tsukigata hanpeita (réalisateur)
- 1929 : Higo no komageta (réalisateur)
- 1932 : Kōboro kakū no kyōjin (réalisateur)
- 1934 : Le Voyage de la statue du Bouddha géant à travers le pays (réalisateur, dernier film)